# Lliga espanyola de bàsquet femenina 2
La Lliga espanyola de bàsquet femení, denominada Lliga Femenina 2, és una competició esportiva de clubs femenins de basquetbol, creada la temporada 2001-02. De caràcter anual, és organitzada per la Federació Espanyola de Basquetbol. Hi participen vint-i-vuit equips agrupats en dos grups que disputen una fase regular en format de lligueta a doble volta. Els quatre millors classificats de cadascun dels grups accedeixen a la fase final, que es celebra en format d'eliminació directa en una seu neutral. Aquesta fase determina els dos clubs que ascendeixen a la Lliga Challenge així com el campió de la competició. Des de la seva creació era considerada la segona competició a nivell de clubs femenins. Tanmateix, amb la creació de la nova Lliga Challenge la temporada 2021-22, és la tercera competició del bàsquet femení estatal. La competició es successora de la Primera Nacional Femenina de bàsquetbol.
L'equip que ha guanyat més vegades la competició és el Club Baloncesto Estudiantes amb dos títols (2001-02, 2007-08). Altres equips de l'àmbit catalanoparlant que han guanyat la competició són el Cadí la Seu (2006-07), l'Argon Uni Girona (2008-09), l'Snatt's Femení Sant Adrià (2016-17) i el Picken Claret (2021-22). Per altra banda, el Puig d'en Valls Santa Eulàlia, el Club Bàsquet Joventut Mariana i el València Basket foren subcampions de la competició i ascendiren a la Lliga Femenina.

## Historial
| En negreta = Equip guanyador (1) = Nombre de títols Nota: Noms dels equips segons l'època. |

| Edició | Temporada | Campió                            | Subcampió                          | refs.  |
| ------ | --------- | --------------------------------- | ---------------------------------- | ------ |
| I      | 2001-02   | Adecco Estudiantes (1)            | Puig d'en Valls Santa Eulàlia      |        |
| II     | 2002-03   | PC Medibil (1)                    | Rivas Futura                       |        |
| III    | 2003-04   | Motiva Real Canoe NC (1)          | ACIS Mercaleon                     |        |
| IV     | 2004-05   | Universitario de Ferrol (1)       | Cadí la Seu                        | [ 2 ]  |
| V      | 2005-06   | Extrugasa Cortegada (1)           | Rivas Futura                       | [ 3 ]  |
| VI     | 2006-07   | Cadí la Seu (1)                   | Agencia Serrano Badajoz            |        |
| VII    | 2007-08   | USP-CEU MMT Estudiantes (2)       | COP Crespi - Joventut Mariana      | [ 4 ]  |
| VIII   | 2008-09   | Argon Uni Girona (1)              | Moguerza Real Canoe                | [ 5 ]  |
| IX     | 2009-10   | UNB Obenasa Navarra (1)           | Extrugasa Cortegada                | [ 6 ]  |
| X      | 2010-11   | Caja Rural Valbusenda (1)         | Arranz Jopisa Burgos               | [ 7 ]  |
| XI     | 2011-12   | Grupo Marsol (1)                  | Coelbi Bembibre PDM                | [ 8 ]  |
| XII    | 2012-13   | Universidad del País Vasco (1)    | GDKO Ibaizabal                     | [ 9 ]  |
| XIII   | 2013-14   | Gernika Bizkaia (1)               | CB Al-Qázeres Extremadura          | [ 10 ] |
| XIV    | 2014-15   | CREF Hola! (1)                    | Plenilunio Distrito Olímpico       | [ 11 ] |
| XV     | 2015-16   | Lacturale Araski (1)              | CB Al-Qázeres Extremadura          | [ 12 ] |
| XVI    | 2016-17   | Snatt's Femení Sant Adrià (1)     | Movistar Estudiantes               | [ 13 ] |
| XVII   | 2017-18   | Durán Maquinaria Ensino (1)       | Valencia Basket                    | [ 14 ] |
| XVIII  | 2018-19   | Campus Promete (1)                | Clarinos Ciudad de los Adelantados | [ 15 ] |
| XIX    | 2019-20   | Movistar Estudiantes              | N/D                                | [ 16 ] |
| XIX    | 2019-20   | Spar Gran Canaria                 | N/D                                | [ 17 ] |
| XX     | 2020-21   | Laboratorios Ynsadiet Leganés (1) | BAXI Ferrol                        | [ 18 ] |
| XXI    | 2021-22   | Picken Claret (1)                 | Vega Lagunera Adareva Tenerife     | [ 19 ] |
| XXII   | 2022-23   | ISE Costa de Almeria (1)          | Unicaja Mijas                      | [ 20 ] |

1. ↑  Degut a la suspensió de les competicions de bàsquet degut al risc de contagi del COVID-19, la Federació Espanyola de Basquetbol decidí que el Movistar Estudiantes i l'Snatt's Femení Sant Adrià ascendirien a la Lliga Femenina Endesa. Els dos equips eren líders del seu grup en el moment de la suspensió de la competició.
2. ↑  L'Snatt's Femení Sant Adrià renuncià a la seva plaça a la Lliga Femenina degut a les dificultats d'aconseguir un patrocinador per competir-hi. L'Spar Gran Canaria ocupà el seu lloc i jugà a la temporada 2020-21 a la Lliga Femenina.